# Gerhard Nenning
Gerhard Nenning (ur. 29 września 1940 w Lech, zm. 22 czerwca 1995 w Bregencji) – austriacki narciarz alpejski, trzykrotny medalista mistrzostw świata. 

## Kariera
W zawodach Pucharu Świata zadebiutował 5 stycznia 1967 roku w Berchtesgaden, zajmując 11. miejsce w slalomie. Pierwsze punkty (do sezonu 1978/79 punktowało tylko dziesięciu najlepszych zawodników) zdobył 14 stycznia 1967 roku w Wengen, gdzie był dziesiąty w zjeździe. Na podium zawodów tego cyklu pierwszy raz stanął 13 stycznia 1968 roku w tej samej miejscowości, wygrywając rywalizację w zjeździe. Wyprzedził tam swojego rodaka, Karla Schranza i Edmunda Bruggmanna ze Szwajcarii. W kolejnych startach jeszcze dwukrotnie stawał na podium, 20 stycznia 1968 roku w Kitzbühel i 15 marca 1968 roku w Aspen ponownie wygrywał zjazdy. W klasyfikacji generalnej sezonu 1967/1968 zajął czwarte miejsce, a w klasyfikacji zjazdu zdobył Małą Kryształową Kulę. 
Wystartował na mistrzostwach świata w Chamonix w 1962 roku, gdzie wywalczył dwa medale. Najpierw zajął trzecie miejsce w slalomie, w którym wyprzedzili go jedynie Francuzi: Charles Bozon i Guy Périllat. Sześć dni później zajął drugie miejsce w kombinacji, rozdzielając Karla Schranza i Ludwiga Leitnera z RFN. Na tej samej imprezie był piąty w zjeździe i ósmy w gigancie. Podczas igrzysk olimpijskich w Innsbrucku w 1964 roku był siódmy w zjeździe i slalomie oraz szósty w gigancie. W rozgrywanej tam kombinacji wywalczył srebrny medal, jednak konkurencja ta nie była konkurencją olimpijską, rozgrywana była w ramach mistrzostw świata. Uplasował się tam za Ludwigiem Leitnerem a przed Billym Kiddem z USA. 
Podczas rozgrywanych w 1966 roku mistrzostw świata w Portillo był siódmy w zjeździe, trzynasty w slalomie, a rywalizacji w gigancie nie ukończył. Brał również udział w igrzyskach olimpijskich w Grenoble w 1968 roku, zajmując ósme miejsce w gigancie i dziewiąte w zjeździe.

## Osiągnięcia

### Igrzyska olimpijskie
| Miejsce | Dzień       | Rok  | Miejscowość | Konkurencja | Czas biegu | Strata | Zwycięzca         |
| ------- | ----------- | ---- | ----------- | ----------- | ---------- | ------ | ----------------- |
| 7.      | 31 stycznia | 1964 | Innsbruck   | Zjazd       | 2:18,16    | +1,82  | Egon Zimmermann   |
| 6.      | 2 lutego    | 1964 | Innsbruck   | Gigant      | 1:46,71    | +2,97  | François Bonlieu  |
| 7.      | 8 lutego    | 1964 | Innsbruck   | Slalom      | 2:11,13    | +2,07  | Josef Stiegler    |
| 9.      | 9 lutego    | 1968 | Grenoble    | Zjazd       | 1:59,85    | +2,46  | Jean-Claude Killy |
| 8.      | 12 lutego   | 1968 | Grenoble    | Gigant      | 3:29,28    | +4,33  | Jean-Claude Killy |

### Mistrzostwa świata
| Miejsce | Dzień       | Rok  | Miejscowość | Konkurencja | Czas biegu | Strata     | Zwycięzca         |
| ------- | ----------- | ---- | ----------- | ----------- | ---------- | ---------- | ----------------- |
| 3.      | 12 lutego   | 1962 | Chamonix    | Slalom      | 2:21,67    | +2,53      | Charles Bozon     |
| 8.      | 15 lutego   | 1962 | Chamonix    | Gigant      | 1:38,97    | +2,27      | Egon Zimmermann   |
| 5.      | 18 lutego   | 1962 | Chamonix    | Zjazd       | 2:24,33    | +1,63      | Jean-Claude Killy |
| 2.      | 18 lutego   | 1962 | Chamonix    | Kombinacja  | 11,04 pkt  | +22,17 pkt | Jean-Claude Killy |
| 7.      | 31 stycznia | 1964 | Innsbruck   | Zjazd       | 2:18,16    | +1,82      | Egon Zimmermann   |
| 6.      | 2 lutego    | 1964 | Innsbruck   | Gigant      | 1:46,71    | +2,97      | François Bonlieu  |
| 7.      | 8 lutego    | 1964 | Innsbruck   | Slalom      | 2:11,13    | +2,07      | Josef Stiegler    |
| 2.      | 8 lutego    | 1964 | Innsbruck   | Kombinacja  | 2:11,13    | +0,38      | Ludwig Leitner    |
| 7.      | 7 sierpnia  | 1966 | Portillo    | Zjazd       | 1:34,40    | +2,10      | Jean-Claude Killy |
| DNF2    | 10 sierpnia | 1966 | Portillo    | Gigant      | 3:19,42    | -          | Guy Périllat      |
| 13.     | 14 sierpnia | 1966 | Portillo    | Slalom      | 1:41,56    | +3,79      | Carlo Senoner     |
| 9.      | 9 lutego    | 1968 | Grenoble    | Zjazd       | 1:59,85    | +2,46      | Jean-Claude Killy |
| 8.      | 12 lutego   | 1968 | Grenoble    | Gigant      | 3:29,28    | +4,33      | Jean-Claude Killy |

### Puchar Świata

#### Miejsca w klasyfikacji generalnej
- sezon 1966/1967: 13.
- sezon 1967/1968: 4.
- sezon 1968/1969: 32.
- sezon 1969/1970: 45.

#### Miejsca na podium w zawodach
1. Wengen – 13 stycznia 1968 (zjazd) - 1. miejsce
2. Kitzbühel – 20 stycznia 1968 (zjazd) - 1. miejsce
3. Aspen – 15 marca 1968 (zjazd) - 1. miejsce